# Markus Großkopf
Markus Großkopf (Amburgo, 21 settembre 1965) è un bassista tedesco,uno dei membri fondatori degli Helloween.

## Biografia
Markus iniziò a suonare il basso a 15 anni quando diventò amico di un chitarrista e un batterista di Amburgo che stavano cercando un bassista.Comprò quindi il suo primo basso e iniziò a suonare cover di Sex Pistols e Ramones.Successivamente decise di lasciare la band per trovarne una con sonorità più vicine all'heavy metal e con più possibilità di far carriera.Tempo dopo Markus incontrò Kai Hansen e la sua band "Second Hell" con i quali iniziò subito a suonare.Il gruppo più tardi reclutò il chitarrista dei "Powerfool" Michael Weikath e il batterista Ingo Schwichtenberg,e in seguito formarono gli Helloween che nel 1985 pubblicheranno il loro primo album Walls of Jericho.Markus a tutt'oggi è rimasto l'unico membro originale della band insieme a Michael Weikath.

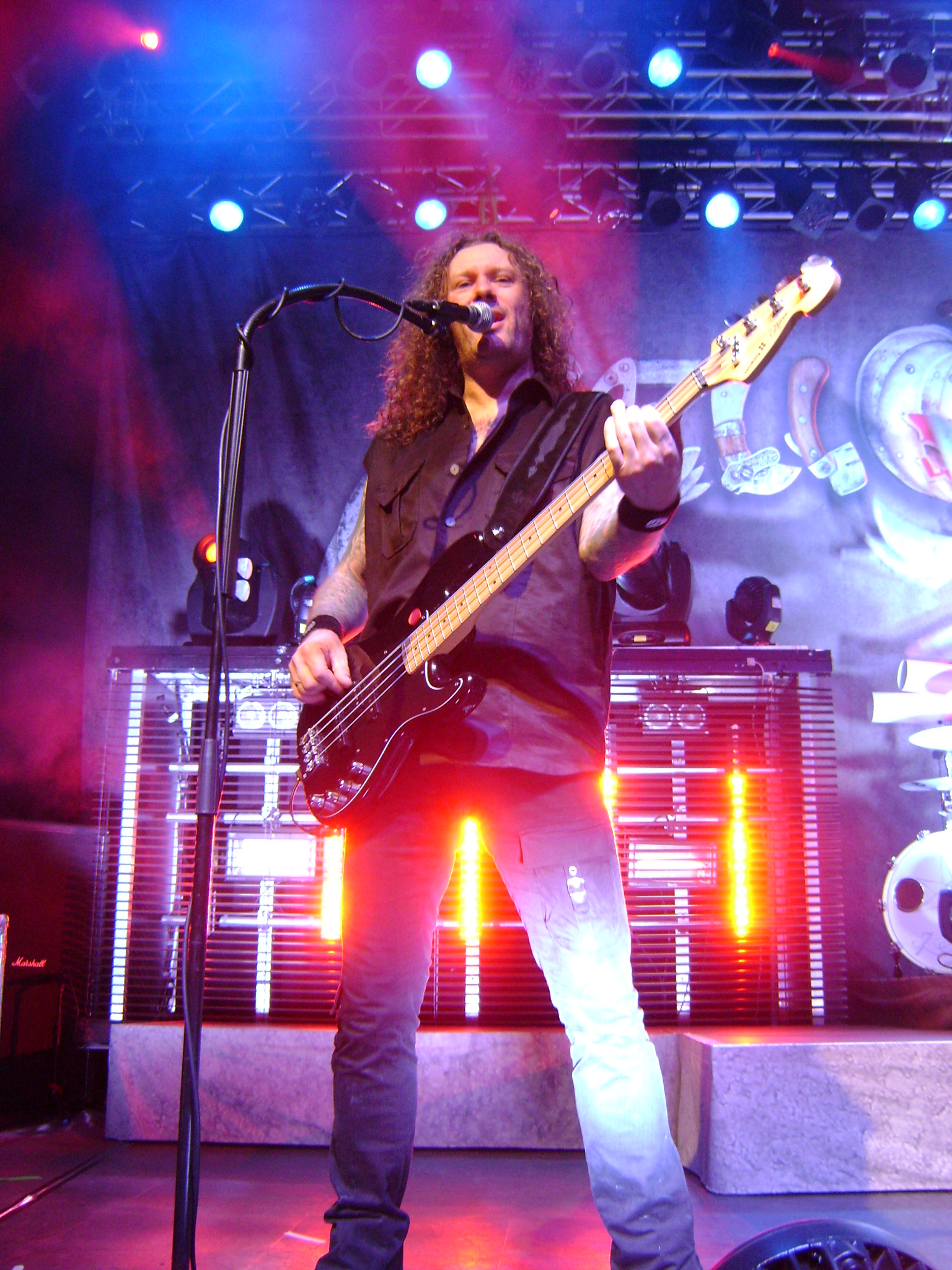
Großkopf dal vivo nel 2010

## Progetti paralleli
Il suo primo progetto solista si chiama "Shockmachine",in questa collaborazione viene affiancato dall'ex-batterista degli Helloween Uli Kusch con cui pubblica nel 1998 il disco omonimo.
Markus ha partecipato ai primi due dischi degli Avantasia,il progetto di Tobias Sammet degli Edguy,ed ha collaborato con gli Uriah Heep su una versione ri-arrangiata della loro storica Salisbury.
Ha prodotto e suonato interamente il basso nel debutto dei Kickhunter,precisamente nel disco Hearts and bones.
Nel 2008 l'etichetta Frontiers Records ha pubblicato il suo rivoluzionario disco solista sotto lo pseudonimo di Markus Großkopf's Bassinvaders.Qui non c'è traccia di chitarra,mentre tutte le melodie e gli assoli di ogni canzone sono suonate con il basso da lui stesso e da vari ospiti della scena hard & heavy mondiale:Billy Sheehan (Steve Vai,Mr. Big,David Lee Roth) - Rudy Sarzo (Ronnie James Dio,Ozzy Osbourne,Whitesnake,Quiet Riot) - Lee Rocker (Stray Cats) - Marco Mendoza (Thin Lizzy,Whitesnake,Ted Nugent) - DD Verni (Overkill) - Wyzard (Mother's Finest) - Dirk Schlächter (Gamma Ray) - Joey Vera (Armored Saint,Fates Warning,Anthrax) - Stig Pedersen (D-A-D) - Nibbs Carter (Saxon) - Tobias Exxel (Edguy) - Jens Becker (Grave Digger,Running Wild) - Dennis Ward (Pink Cream 69) - Peter Baltes (Accept) - Jan S. Eckert (Masterplan) - Michael Muller (Jaded Heart) - Peter "Peavy" Wagner (Rage).

## Stile
Il suo stile è famoso per le potenti linee di basso accompagnate talvolta da assoli (celebre quello su Eagle fly free).
Markus usa sia le dita che il plettro,in base alla canzone che deve suonare.Di solito usa un plettro per le linee di basso semplici,come per esempio su I want out o Just a little sign,mentre usa le dita per ottenere suoni più marcati e per eseguire assoli come su Eagle fly free.

## Equipaggiamento

### Amplificatori
- Ampeg SVT 400 Watt amplifier
- Ampeg SVT 8/10" Cabinets

### Bassi
- Dommenget Telecaster Custom Bass
- Fender Precision Bass

## Discografia

### Con gli Avantasia
- 2001 -  The metal opera - Part I
- 2002 - The metal opera - Part II